# NGC 443
NGC 443 est une galaxie lenticulaire située dans la constellation des Poissons. NGC 443 a été découverte par l'astronome prussien Heinrich d'Arrest en 1861. Elle a été redécouverte le 17 octobre 1903 par l'astronome français Stéphane Javelle et elle a été incluse au catalogue IC sous la cote IC 1653.

## Caractéristiques
Sa vitesse par rapport au fond diffus cosmologique est de 4 496 ± 29 km/s, ce qui correspond à une distance de Hubble de 66,3 ± 4,7 Mpc (∼216 millions d'al).

## Groupe de NGC 452
NGC 443 fait partie du groupe de NGC 452 dont les membres sont indiqués dans des articles d'Abraham Mahtessian paru en 1998 et de A.M Garcia paru en 1993. Ce groupe compte plus d'une vingtaine de galaxies.